# Звенигородский укрупнённый сельский район
Звенигородский укрупнённый сельский район — административно-территориальная единица в составе Московской области РСФСР в 1963—1965 гг.
Район был образован в соответствии с объединённым решением исполнительных комитетов промышленного и сельского областных Советов от 30 декабря 1962 года и утверждён указом Президиума Верховного совета РСФСР от 1 февраля 1963 года, а его состав и административно-территориальное деление определены объединённым решением промышленного и сельского исполкомов области от 27 апреля 1963 года. Звенигородский укрупнённый сельский район стал одним из 12 укрупнённых сельских районов, образованных в новых границах вместо 34 упразднённых районов Московской области.
В состав района вошли сельские территории 40 сельских советов пяти упразднённых районов — Звенигородского, Красногорского, а также частей Истринского, Наро-Фоминского и Ульяновского районов. Административным центром стал город Звенигород.
Таким образом, в Звенигородский укрупнённый сельский район были включены:
- Аксиньинский, Акуловский, Больше-Вяземский, Введенский, Горский, Ершовский, Захаровский, Каринский, Кубинский, Ликинский, Назарьевский, Наро-Осановский, Никольский, Саввинский, Сидоровский, Улитинский, Успенский, Часцовский, Шараповский и Юдинский сельсоветы из Звенигородского района;
- Обушковский и Павло-Слободский сельсоветы из Истринского района;
- Барвихинский, Воронковский, Ильинский, Мамоновский, Марьинский, Новоивановский и Павшинский сельсоветы из Красногорского района;
- Атепцевский, Каменский, Крюковский, Марушкинский, Новофёдоровский, Первомайский, Петровский и Ташировский сельсоветы из Наро-Фоминского района;
- Внуковский, Терешковский и Филимонковский сельсоветы из Ульяновского района.

Также в административное подчинение городу Красногорску была передана территория клинического санатория «Архангельское» Воронковского сельсовета, а из Павло-Слободского сельсовета в подчинение дачному посёлку Снегири — территория дома отдыха Президиума Верховного совета СССР.
26 августа 1963 года вновь образованный посёлок Селятино Петровского сельсовета был передан в административное подчинение дачному посёлку Алабино.
31 августа 1963 года Павшинский сельсовет был переименован в Митинский в связи с переносом административного центра.
В конце 1964 года разделение органов управления по производственному принципу было признано нецелесообразным и указом Президиума Верховного совета РСФСР от 21 ноября и исполняющим его решением Мособлисполкома от 11 января 1965 года все укрупнённые сельские районы Московской области были упразднены и восстановлены обычные районы. На территории расформированного Звенигородского укрупнённого сельского района был образован Одинцовский район, в состав которого перешли Аксиньинский, Акуловский, Барвихинский, Больше-Вяземский, Введенский, Горский, Ершовский, Захаровский, Каринский, Кубинский, Ликинский, Мамоновский, Назарьевский, Наро-Осановский, Никольский, Новоивановский, Саввинский, Сидоровский, Улитинский, Успенский, Часцовский, Шараповский и Юдинский сельсоветы, остальная часть территории была разделена между Истринским, Красногорским, Ленинским и Наро-Фоминским районами Московской области.